# Артус Квеллінус старший
 Артус Квеллінус старший (також Артус Квеллінус І, Артус (Арнольдус) Квеллінус, нід. Artus Quellinus de Oude, * 30 серпня, 1609, Антверпен — †23 серпня, 1668) — відомий фламандський скульптор 17 століття. Додаток до прізвища «старший» виник задля відокремлення майстра від його небіжа. Племінник мав таке ж саме ім'я і теж став скульптором, він Квеллінус молодший.

## Загальна характеристика
Артус Квеллінус старший — типовий представник інтернаціонального стилю бароко, що панував в Західній Європі від Італії і Франції на півдні до німецьких князівств і Голландії на півночі континенту. Працював у більш стриманій манері, ніж скульптори-представники італійського бароко, що забезпечило митцю успішну роботу у Фландрії (теперішня Бельгія), в столиці Голландії — місті Амстердам, в німецькому герцогстві Шлезвіг.

### Життєпис

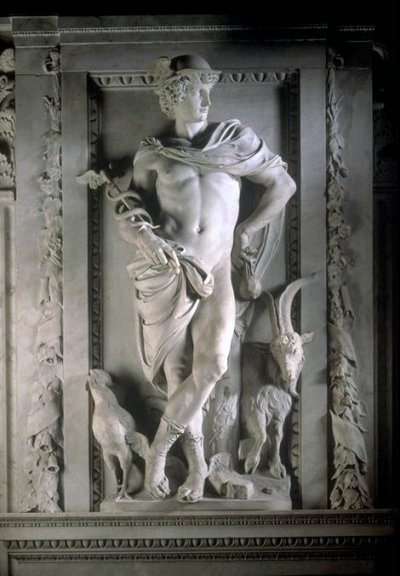
Артус Квеллінус старший. «Меркурій», нова ратуша міста Амстердам

Походить з родини фламандського скульптора Еразмуса Квеллінуса, що дав синові перші фахові навички.
Аби удосконалити майстерність, Артус перебрався в Італію, працював в Римі, звідки повернувся на батьківщину у 1640 році. Серед вчителів Артуса — фламандець Франсуа Дюкенуа, такий же представник інтернаціонального стилю бароко.
Працював в місті Антверпен, де мав впливи художньої манери голови фламандського бароко — Рубенса.
Приблизно у 1648 році перебрався в Амстердам, де успішно працював 14 років.
Наприкінці життя у 1664 році перебрався в герцогство Шлезвіг.

### Учні
Працював разом з помічниками майстерні. Мав учнів і помічників, серед яких -
- Бартоломеус Еггерс
- Ромбоут Верхюльст
- Габріел де Групелло
- Петер Вербрюгген
- Гульєльмус Керрікс

### Перелік головних творів

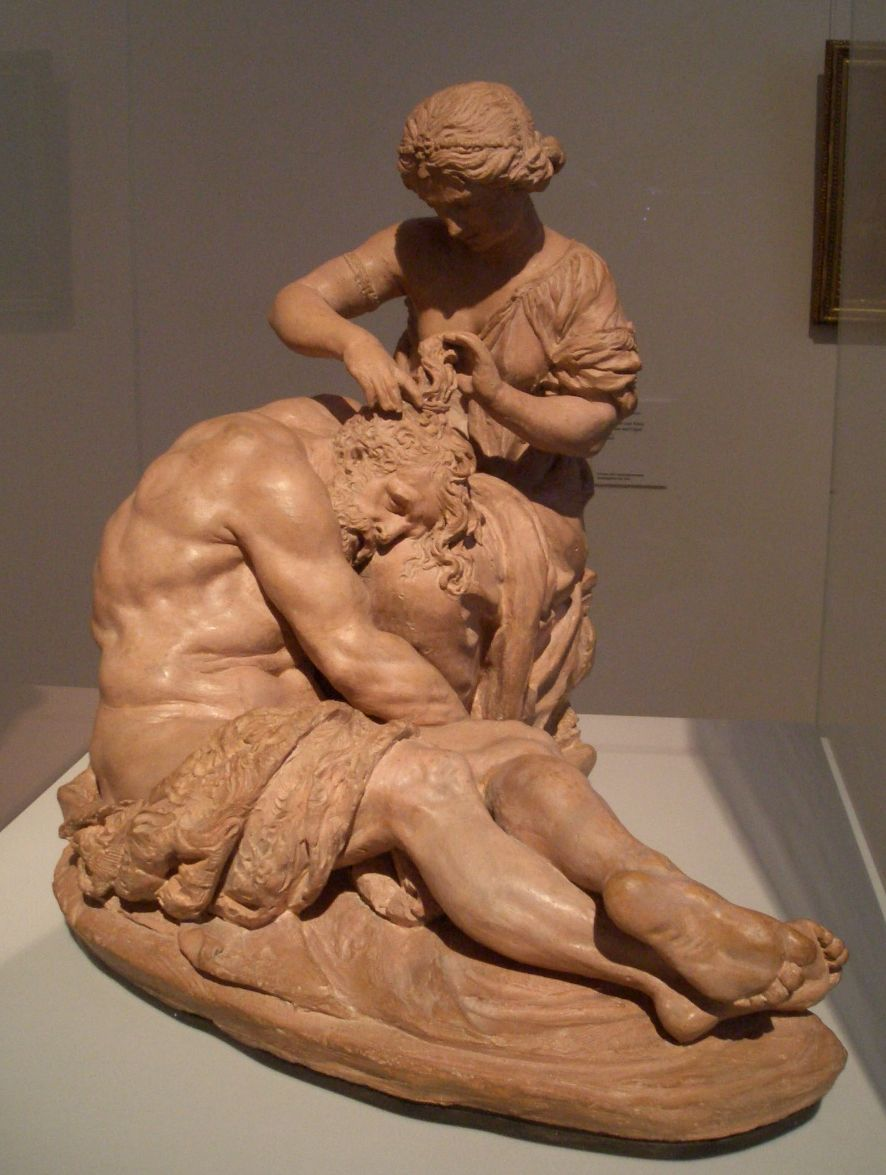
Самсон і Даліла, теракота, Берлін

- Меркурій (у повний зріст), Ратуша, Амстердам
- Надгробок Яна Гевертса, собор, Антверпен
- Скорботна Богоматір, Антверпен
- Святий Антоній, Антверпен
- Святий Себастьян, девево
- Погруддя маркіза Керасена
- Погруддя Людовика Бенавидес,
- Апостол Петро, Антверпен
- Погруддя Андріса де Грефф, Амстердам
- Монумент маршалу Отто Крістофу фон Спарр, Берлін * Надгробок Анни Катаріни де Ламбей
- Самсон і Даліла, теракота, Берлін
- Скульптурні оздоби ратуші в Амстердамі

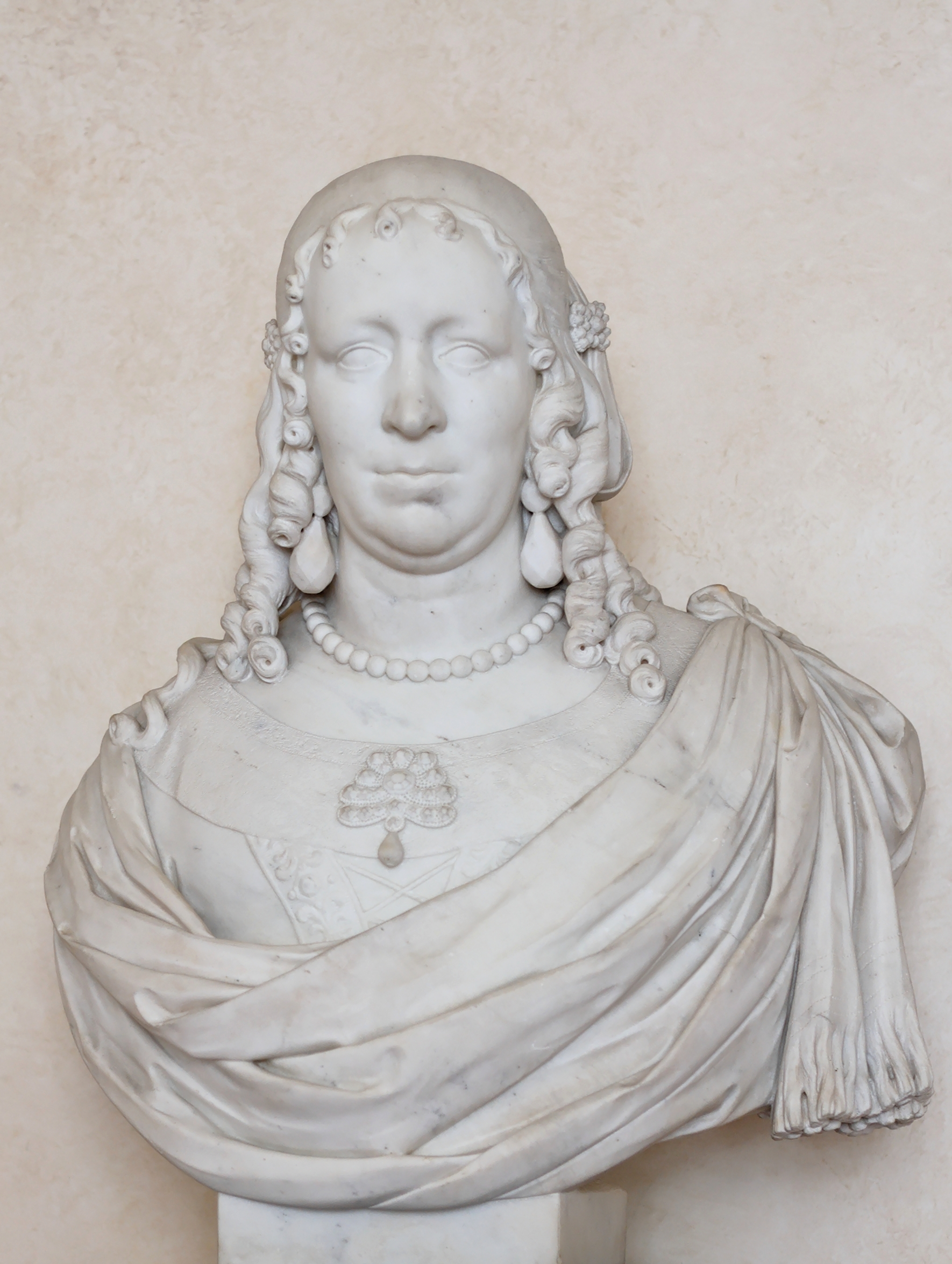
Катаріна Греф, дружина КорнелісаВітзена, Лувр, Париж
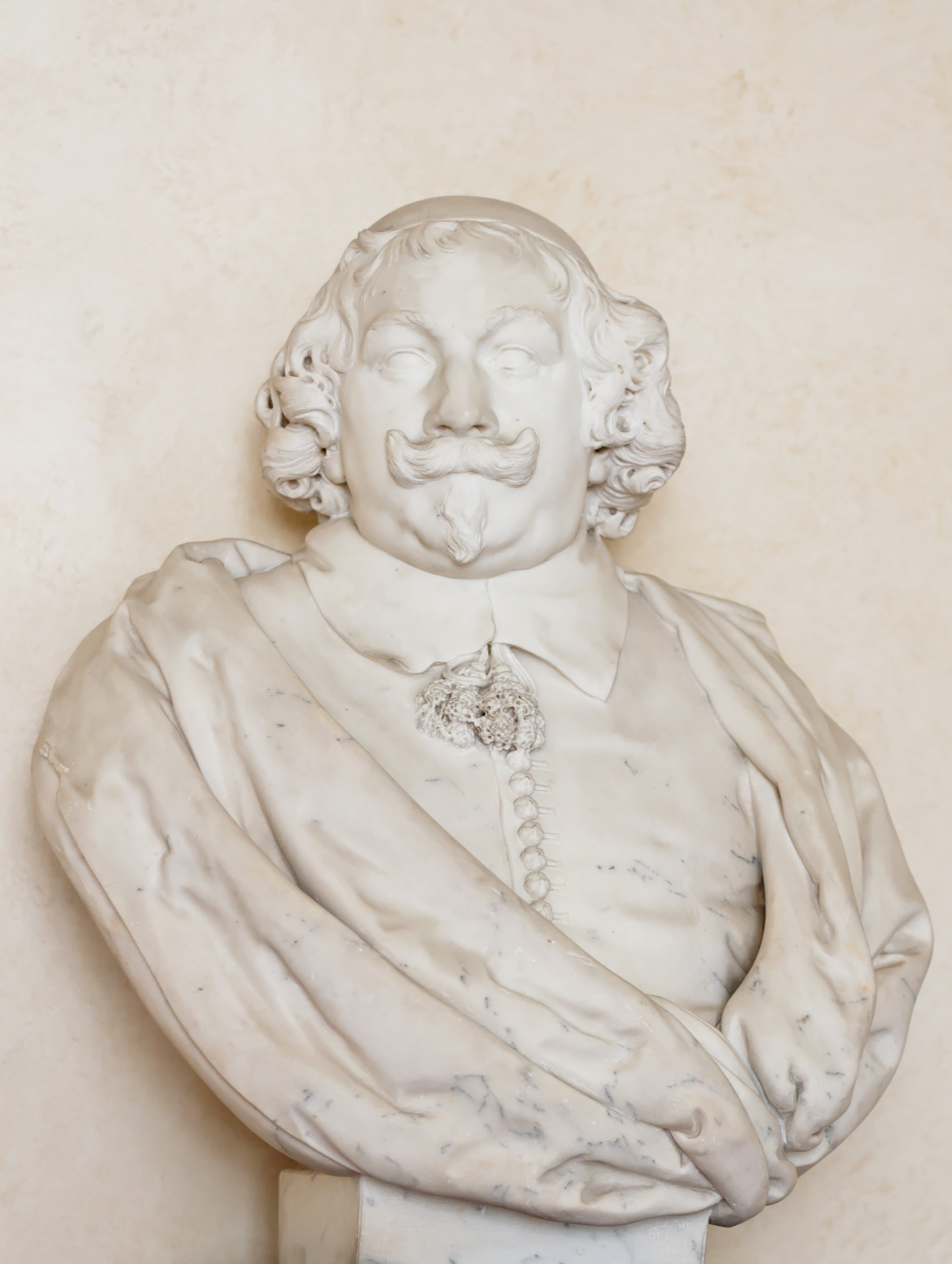
Корнеліс Вітзен, Лувр, Париж
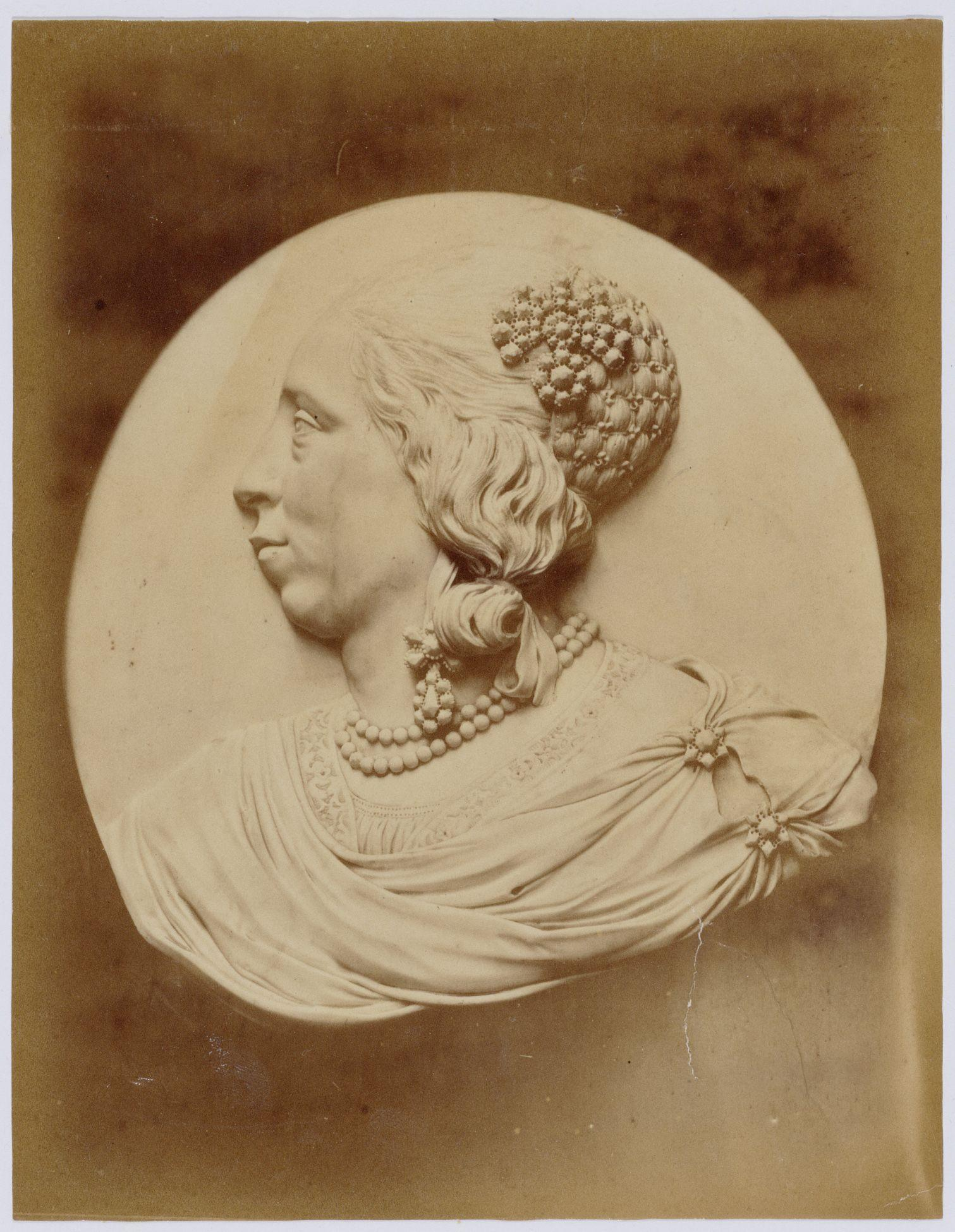
Катаріна Хоофт, фото 19 ст.
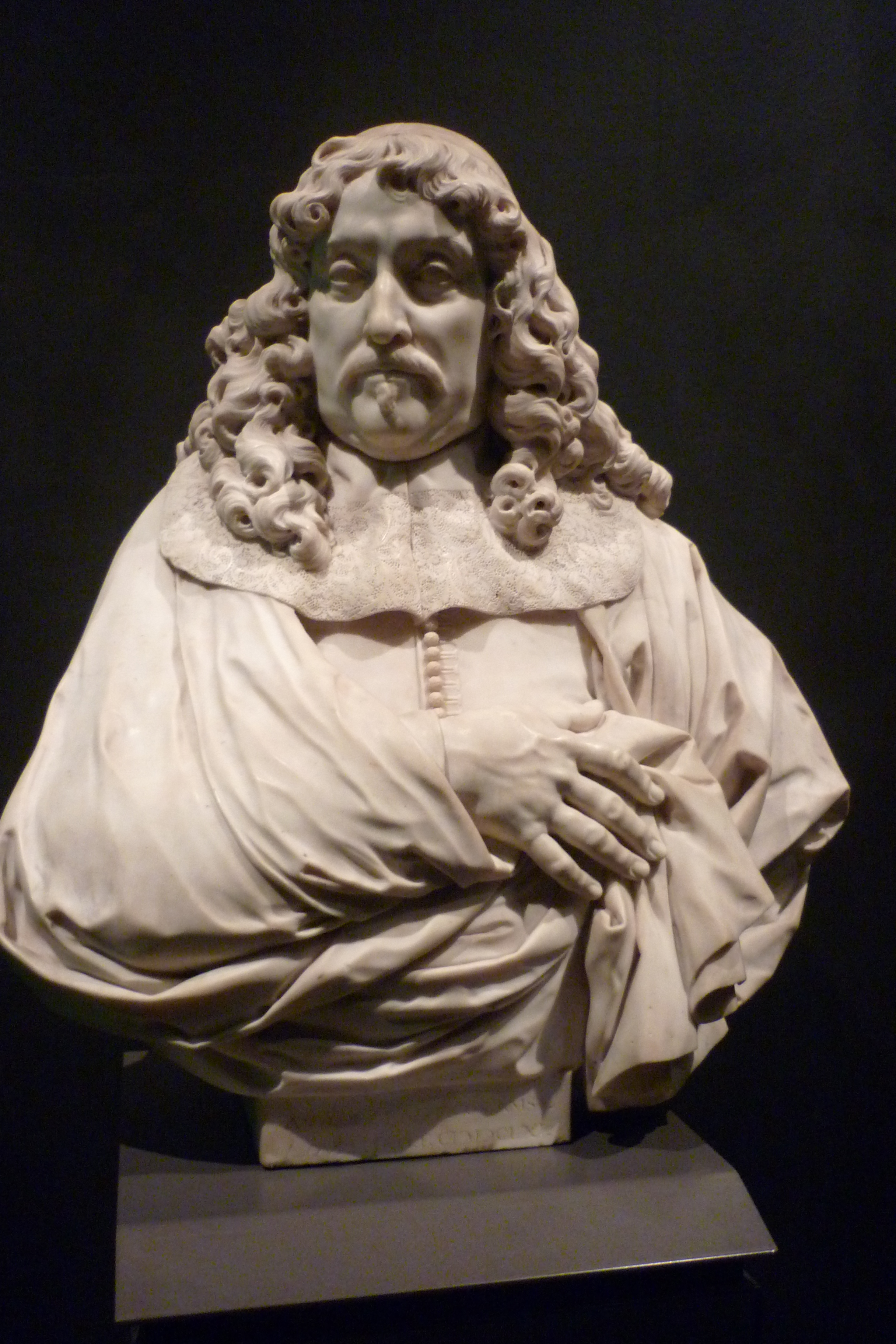
Ендріс де Греф, Державний музей (Амстердам)